# フランツ・アントン・シューベルト
フランツ・アントン・シューベルト（Franz Anton Schubert, 1768年10月20日 - 1827年3月5日）は、ドレスデン生まれのドイツの作曲家。カトリック宮廷教会の楽器演奏者。
オーストリアの作曲家で『冬の旅』や『未完成交響曲』を作曲したフランツ・ペーター・シューベルトとは同姓同名の別人。

## 生涯
1768年10月20日にドレスデンで生まれる。
1786年からコントラバス奏者、1807年からはサクソン宮廷管弦楽団の団長を経験しており、1817年当時はウェーバーと並んで代表的な作曲家であった。

1817年、（有名な方の）フランツ・シューベルトが初めての楽譜出版として歌曲『魔王』を出版しようとした際、出版社ブライトコプフ・ウント・ヘルテルはこのフランツ・アントン・シューベルトに返信の手紙を誤送してしまった。フランツ・アントン・シューベルトはその手紙と印刷された『魔王』の楽譜を見て、
| 「 | 私の名前を騙ってこのような駄作を出版しようとするような不届きな輩はけしからん | 」 |

と出版社に楽譜を突き返して苦言を呈したと言う。
シューベルトは1827年3月5日に亡くなり、ドレスデンの旧カトリック墓地旧カトリック墓地にある先祖の墓に埋葬された。後に墓石は現代的な石に取り替えられ、元々は葬儀の記念に作られた石の竪琴が墓に置かれた。

## 作品
彼は教会音楽の他、フリーメイソン用の曲も作曲した。
- 人生の仲間たち (Die Lebensgefährten) - アーサー・ヴォン・ノルドスターン（ドイツ語版）（ゴットローブ・アドルフ・エルンスト・フォン・ノスティッツ・アンド・ヤンケンドルフ）の書に基づいて作られた作品。

- 二人の調理室の奴隷またはセント・アルダーヴォンの工場 (Die beiden Galeeren-Sclaven oder Die Mühle von Saint-Aldervon) - テオドール・ヘル（英語版）（カール・ゴットフリート・テオドール・ウィンクラー）の台本によるオペラ、1823年初演。

## 親族
息子にフランスで活躍した作曲家のフランソワ（フランツ）・シューベルト（1808年7月22日 - 1878年4月12日）がいる。